# Aarne Laitakari
Aarne Vihtori Laitakari, fram till 1906 Nybergh, född 12 december 1890 i Helsinge, död 6 februari 1975 i Helsingfors, var en finländsk geolog och mineralog.
Laitakari blev filosofie doktor 1922. Han var 1936–1960 överdirektör för Geologiska forskningsanstalten (nuvarande Geologiska forskningscentralen) med professors titel. Han publicerade vetenskapliga undersökningar bland annat gällande kalkstensfyndigheterna i Pargas. Bland Laitakaris arbeten kan dessutom nämnas Suomen malmit, hyödylliset mineraalit, kivet ja maalajit (1937), Jokamiehen kivikirja (1953), Suomen mineraalien hakemisto (1967) samt det numismatiska arbetet Suomen mitalit 1936-68 (1969). Ett mineral, laitakarite, har namngivits efter honom. 